# Calliostoma ornatum
Calliostoma ornatum, tên tiếng Anh: ornate topshell, là một loài ốc biển, là động vật thân mềm chân bụng sống ở biển thuộc họ Calliostomatidae.

## Hình ảnh

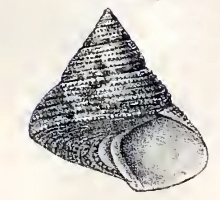
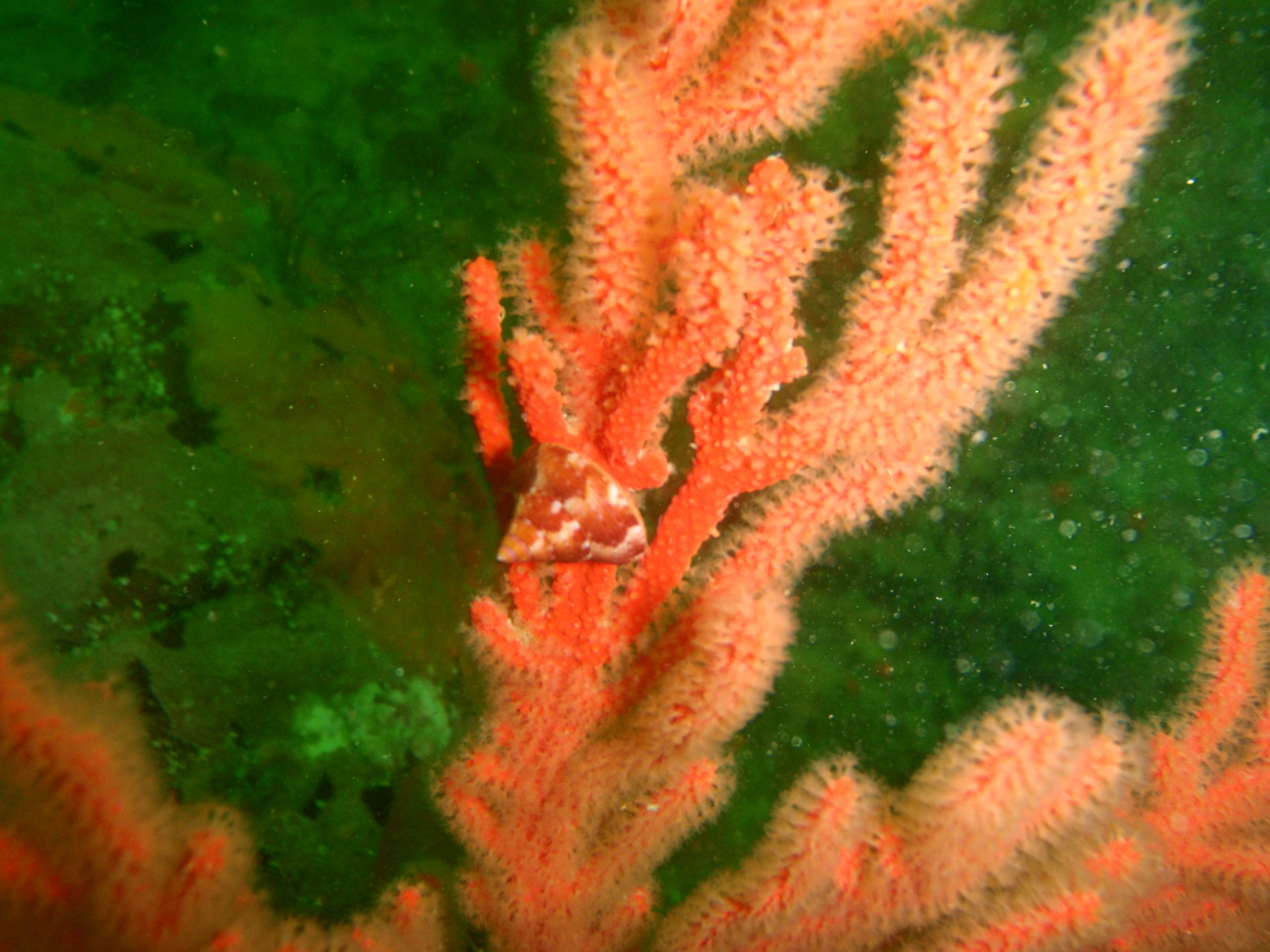